# Cajapió
Cajapió is een gemeente in de Braziliaanse deelstaat Maranhão. De gemeente telt 10.337 inwoners (schatting 2009).